# Hieracium cinerelliceps
Hieracium cinerelliceps es una especie de planta con flor del género Hieracium, de la familia Asteraceae, orden Asterales.

## Distribución
Hieracium cinerelliceps se distribuye por Dinamarca y Noruega.

## Taxonomía
Fue descrita científicamente por Stenstrom. Fue publicada en Bot. Tidsskr. 20: 224 (1896).